# Drugi rząd Artursa Krišjānisa Kariņša
Drugi rząd Artursa Krišjānisa Kariņša (łot. Kariņa 2. Ministru kabinets) – centroprawicowy gabinet koalicyjny rządzący Łotwą od 14 grudnia 2022. Zastąpił pierwszy gabinet tego samego premiera.
W wyborach parlamentarnych z 1 października 2022 mandaty w Sejmie uzyskało siedem ugrupowań, najwięcej z nich Nowa Jedność (JV) premiera Artursa Krišjānisa Kariņša. Już dwa dni później prezydent Egils Levits upoważnił lidera JV do rozpoczęcia rozmów nad powołaniem nowej koalicji. Poza Nową Jednością dołączyły do niej Zjednoczona Lista (AS) oraz narodowcy (NA).
14 grudnia 2022 Arturs Krišjānis Kariņš wraz z całym jego gabinetem został przez Sejm zatwierdzony na stanowisku premiera; „za” zagłosowało 54 deputowanych. Tego samego dnia jego nowy rząd rozpoczął urzędowanie. W 2023 koalicjanci nie byli w stanie uzgodnić wspólnego kandydata na prezydenta. Edgars Rinkēvičs z JV ostatecznie został wybrany dzięki poparciu posłów Związku Zielonych i Rolników oraz partii Postępowi. Arturs Krišjānis Kariņš planował następnie rozszerzenie koalicji rządowej o te formacje, co spotkało się ze sprzeciwem koalicjantów. W rezultacie 14 sierpnia 2023 premier ogłosił swoją rezygnację. Gabinet funkcjonował do 15 września 2023, kiedy to na czele nowego rządu stanęła Evika Siliņa.

## Skład gabinetu
| Funkcja                                            | Zdjęcie | Minister                           | Partia |
| -------------------------------------------------- | ------- | ---------------------------------- | ------ |
| Premier                                            |         | Arturs Krišjānis Kariņš            | JV     |
| Minister obrony                                    |         | Ināra Mūrniece                     | NA     |
| Minister spraw zagranicznych                       |         | Edgars Rinkēvičs (do 7 lipca 2023) | JV     |
| Minister gospodarki                                |         | Ilze Indriksone                    | NA     |
| Minister finansów                                  |         | Arvils Ašeradens                   | JV     |
| Minister spraw wewnętrznych                        |         | Māris Kučinskis                    | AS     |
| Minister oświaty i nauki                           |         | Anda Čakša                         | JV     |
| Minister klimatu i energii                         |         | Raimonds Čudars                    | JV     |
| Minister kultury                                   |         | Nauris Puntulis                    | NA     |
| Minister zabezpieczenia społecznego                |         | Evika Siliņa                       | JV     |
| Minister transportu                                |         | Jānis Vitenbergs                   | NA     |
| Minister sprawiedliwości                           |         | Inese Lībiņa-Egnere                | JV     |
| Minister zdrowia                                   |         | Līga Meņģelsone                    | AS     |
| Minister ochrony środowiska i rozwoju regionalnego |         | Māris Sprindžuks                   | AS     |
| Minister rolnictwa                                 |         | Didzis Šmits                       | AS     |